# سهره‌نمای کدر
سهره‌نمای کدر، سهره‌نمای دلگیر یا سهره‌نمای زردچشم (نام علمی: Hemispingus xanthophthalmus) نام یک گونه از سرده سسک‌نما است.